# Almaleea
Genre
Almaleea est un genre de plantes à fleurs dicotylédones de la famille des Fabaceae, sous-famille des Faboideae, originaire d'Australie, qui comprend  cinq espèces acceptées.

## Liste d'espèces
Selon The Plant List (23 octobre 2018) :
- Almaleea cambagei (Maiden & Betcke) Crisp & P.H.W
- Almaleea capitata (J.H.Willis) Crisp & P.H.Weston
- Almaleea incurvata (A.Cunn.) Crisp & P.H.Weston
- Almaleea paludosa (J.Thompson) Crisp & P.H.Weston
- Almaleea subumbellata (Hook.) Crisp & P.H.Weston